# Monumento alla Libertà (Tbilisi)
Il Monumento alla Libertà (in georgiano თავისუფლების მონუმენტი, Tavisuplebis monument'i?), comunemente chiamato Statua di San Giorgio, è un memoriale di Tbilisi, in Georgia, dedicato all'indipendenza e alla libertà del popolo georgiano.

## Storia
Il monumento fu eretto presso la piazza centrale di Tbilisi nel 2006. Alta 35 metri, la struttura è composta da granito ed oro e risulta facilmente visibile da ogni parte della capitale. L'attuale statua posta in cima al monumento, realizzata in bronzo e rivestita d'oro, fu donata alla città dal noto scultore e architetto Zurab Cereteli. Il monumento fu inaugurato ufficialmente il 23 novembre (10 novembre del calendario giuliano), giorno in cui la Chiesa ortodossa georgiana celebra la ricorrenza del supplizio della ruota di San Giorgio. Oltre a rappresentare simbolicamente la vittoria del bene sul male, il memoriale incarna la ritrovata indipendenza della nazione di cui San Giorgio è storicamente patrono.